# Eglinton
Eglinton (An Mhagh in gaelico irlandese) è un villaggio dell'Irlanda del Nord, situato nella contea di Londonderry.